# NXT WarGames (2021)
NXT WarGames (2021) – gala wrestlingu wyprodukowana przez federację WWE dla zawodników z brandu NXT. Odbyła się 5 grudnia 2021 w WWE Performance Center w Orlando w stanie Floryda. Emisja była przeprowadzana na żywo za pośrednictwem serwisu strumieniowego Peacock w Stanach Zjednoczonych i WWE Network na całym świecie oraz w systemie pay-per-view. Była to piąta gala w chronologii cyklu NXT WarGames.
Podczas gali odbyło się sześć walk, w tym jedna była dark matchem. Na gali odbyły się dwa WarGames matche. W walce wieczoru, Team 2.0 (Bron Breakker, Carmelo Hayes, Tony D'Angelo i Grayson Waller) pokonali Team Black & Gold (Tommaso Ciampę, Johnny’ego Gargano, Pete’a Dunne’a i LA Knighta) w WarGames matchu. W drugim WarGames matchu, Raquel González, Io Shirai, Cora Jade i Kay Lee Ray pokonały Dakotę Kai i Toxic Attraction (NXT Women’s Champion Mandy Rose i NXT Women’s Tag Team Champions Gigi Dolin i Jacy Jayne).

## Produkcja
NXT WarGames oferowało walki profesjonalnego wrestlingu z udziałem wrestlerów należących do brandu NXT. Wyreżyserowane rywalizacje (storyline’y) były kreowane podczas cotygodniowych gal NXT 2.0. Wrestlerzy są przedstawieni jako heele (negatywni, źli zawodnicy i najczęściej wrogowie publiki) i face’owie (pozytywni, dobrzy i najczęściej ulubieńcy publiki), którzy rywalizują pomiędzy sobą w seriach walk mających budować napięcie. Kulminacją rywalizacji jest walka wrestlerska lub ich seria.

### Tło
Od 2017 do 2020 brand NXT odbył coroczny podcykl gal TakeOver zwany WarGames, który bazuje na WarGames matchach oryginalnie używanych w National Wrestling Alliance i World Championship Wrestling. We wrześniu 2021 NXT przeszło rekonstrukcję i zmieniło nazwę na "NXT 2.0". W październiku spekulowano, że WWE zakończyło cykl gal TakeOver po tym jak żadna gala z TakeOver nie została zapowiedziana na 2021.
9 listopada piąta gala NXT, zwana WarGames, została ogłoszona na dzień 5 grudnia 2021 w WWE Performance Center. Ogłoszenie że gala nie będzie z cyklu TakeOver, to oznacza pierwszą galę NXT w systemie pay-per-view za pośrednictwem platformy WWE Network oraz Peacock po nie kontynuacji TakeOver oraz pierwszą galę po przebrandowaniu na "NXT 2.0".

### Rywalizacje
Na NXT: Halloween Havoc 26 października, Raquel González straciła NXT Women’s Championship na rzecz Mandy Rose po interwencji Dakoty Kai. Walka pomiędzy González i Kai został później zaplanowana na odcinek NXT z 16 listopada, który zakończył się dyskwalifikacją González po interwencji Toxic Attraction (Rose i NXT Women’s Tag Team Championki Gigi Dolin i Jacy Jayne). Po walce Cora Jade zaatakowała Dolin i Jayne, ale Rose ją obezwładniła. Następnie Io Shirai chwyciła kulę kontuzjowanej Zoey Stark i zaatakował nią Kai oraz Toxic Attraction, wysyłając ich do odwrotu. Następnie Shirai, Jade i González wyzwały Toxic Attraction i Kai na WarGames match na NXT WarGames. Dzień później walka został oficjalnie ogłoszona. W następnym tygodniu, Rose przegrała z Jade w non-title matchu po interwencji Kay Lee Ray, która później dołączyła do drużyny Shirai, Jade i González na WarGames match. 30 listopada, Ray pokonała Kai w ladder matchu, zapewniając swojej drużynie przewagę w WarGames matcu.
Na NXT: Halloween Havoc, Tommaso Ciampa pokonał Brona Breakkera i obronił NXT Championship. 23 listopada na odcinku NXT, gospodarze Halloween Havoc Grayson Waller i LA Knight wdali się w bójkę, która rozlała się za kulisami. Później tej nocy, Carmelo Hayes obronił NXT North American Championship przeciwko Johnny’emu Gargano i Pete’owi Dunne’owi w triple threat matchu po interwencji Tony’ego D’Angelo. Po walce bójka pomiędzy Wallerem i Knightem wróciła na ring, zanim Ciampa wysłał Hayesa, D’Angelo i Wallera do wycofania się. Jednak pojawił się Breakker i stanął po stronie Hayesa, D’Angelo i Wallera. Następnie wyzwali Ciampę, Knighta, Dunne’a i Gargano na WarGames match, po czym obie drużyny pokłóciły się pod koniec odcinka. Dzień później walka została oficjalnie ogłoszona na NXT WarGames. 30 listopada Breakker pokonał Gargano w ladder matchu, aby zapewnić swojej drużynie przewagę w WarGames matchu.
Na NXT: Halloween Havoc, Cameron Grimes został zaproszony do Poker Roomu Duke’a Hudsona w następnym odcinku, gdzie pokonał go full house’em dwójek przeciwko jego asom. 16 listopada na odcinku NXT 2.0, Hudson wyzwał Grimesa na pojedynek pokerowy, w którym ponownie przegrał z powodu blefu, a wykonano na niego power bomb przez pokerowy stół przed odcięciem brody i kucyka. W następnym tygodniu, krótkowłosy Grimes wyzwał Hudsona na Hair vs. Hair match na NXT WarGames, który przyjął.
23 listopada na odcinku NXT, Malcolm Bivens i Diamond Mine skonfrontowali się na ringu z Joe Gacym za wykradanie im światła reflektorów w zeszłym tygodniu. i zapytali czy mógłby opuścić ring aby Ivy Nile miała swoją walkę, Gacy szanował prawo Nile do walki, ale nie miał szacunku dla NXT Cruiserweight Championa Rodericka Stronga, mówiąc, że jego imię przywołuje "toksyczną męskość" i że dywizja Cruiserweight dzieli ludzi promując ekskluzywność. Strong powiedział, że chce zawstydzić Gacy’ego, prowadząc Bivensa do ogłoszenia walki pomiędzy nimi na NXT WarGames. W następnym tygodniu, Gacy (w towarzystwie Harlanda) zorganizował wszechstronne zaproszenie w odpowiedzi na to, że dywizja Cruiserweight jest „toksycznym środowiskiem”, które pomija „wzrost, wagę i uprzedzenia dotyczące płci”. Bivens przybywa, by drwić z Gacy’ego i kazać mu walczyć z Strongiem, na co on odpowiedział, chcąc z nim porozmawiać „od osoby do osoby”. Strong atakuje Gacy’ego i zmusza go do odwrotu u boku Harlanda.
30 listopada na odcinku NXT, Kyle O'Reilly i Von Wagner pokonali Legado Del Fantasma (Joaquin Wilde i Raul Mendoza), stając się pretendentami do NXT Tag Team Championship Imperium (Marcel Barthel i Fabian Aichner), zabookowując walkę pomiędzy tymi dwoma zespołami na NXT WarGames.

## Wyniki walk
| Nr                                                                                    | Wyniki | Stypulacje                                     | Czas  |
| ------------------------------------------------------------------------------------- | --- | ---------------------------------------------- | ----- |
| 1D                                                                                    | Odyssey Jones pokonał Andre Chase’a | Singles match                                  | 8:24  |
| 2                                                                                     | Raquel González, Io Shirai, Cora Jade i Kay Lee Ray pokonały Dakotę Kai i Toxic Attraction (Mandy Rose, Gigi Dolin i Jacy Jayne)                                                          | WarGames match                                 | 31:22 |
| 3                                                                                     | Imperium (Marcel Barthel i Fabian Aichner) (c) pokonali Kyle’a O'Reilly’ego i Vona Wagnera                                                                                                | Tag Team match o NXT Tag Team Championship     | 14:53 |
| 4                                                                                     | Cameron Grimes pokonał Duke’a Hudsona | Hair vs. Hair match                            | 10:24 |
| 5                                                                                     | Roderick Strong (c) (z The Diamond Mine) pokonał Joe Gacy’ego (z Harlandem) | Singles match o NXT Cruiserweight Championship | 8:27  |
| 6                                                                                     | Team 2.0 (Bron Breakker, Carmelo Hayes, Tony D'Angelo i Grayson Waller) (z Trick Williamsem) pokonali Team Black & Gold (Tommaso Ciampę, Johnny’ego Gargano, Pete’a Dunne’a i LA Knighta) | WarGames match                                 | 38:11 |
| (c) – mistrz/mistrzyni przed walkąD – walka była dark matchem (nietransmitowana w TV) | |                                                |       |